# Žaovine
Žaovine su naseljeno mjesto u općini Jajce, Federacija Bosne i Hercegovine, BiH.
Nalazi oko 5 kilometara istočno od Jajca, južno od Plivskog jezera.

## Stanovništvo

### 1991.
Nacionalni sastav stanovništva 1991. godine, bio je sljedeći:
ukupno: 45
- Muslimani - 24
- Srbi - 20
- ostali, neopredijeljeni i nepoznato - 1

### 2013.
Nacionalni sastav stanovništva 2013. godine, bio je sljedeći:
ukupno: 3
- Bošnjaci - 3

## Vanjske poveznice
- Satelitska snimka  Arhivirana inačica izvorne stranice od 13. ožujka 2021. (Wayback Machine)